# Biantes parvulus
Biantes parvulus is een hooiwagen uit de familie Biantidae. De wetenschappelijke naam van Biantes parvulus gaat terug op Herbst.